# Konstanty Troczyński
Konstanty Troczyński (ur. 9 grudnia 1906 w Częstochowie, zginął 27 maja 1942 w KL Auschwitz) – polski teoretyk literatury, krytyk literacki i teatralny, prekursor strukturalizmu. 

## Życiorys
Absolwent Państwowego Gimnazjum im. Karola Marcinkowskiego w Poznaniu. Po maturze studiował na Uniwersytecie Poznańskim równocześnie polonistykę (seminarium prof. Tadeusza Grabowskiego) i socjologię (seminarium prof. Floriana Znanieckiego). Należał do koła poznańskiego Myśli Mocarstwowej, był redaktorem naczelnym wydawanego przez tę organizację miesięcznika „Myśl Mocarstwowa” (1927–28). W 1929 ukończył studia i otrzymał stopień doktora filozofii na podstawie pracy Teoria poetyki. Szkic z zakresu metodologii nauki o literaturze. W latach 1929–1932 wyjeżdżał na stypendia do Paryża, Lipska i Berlina, prowadząc studia z estetyki i socjologii literatury, pracował również jako nauczyciel w szkołach średnich. W latach 1934–1937 kierownikiem literackim i referentem prasowym rozgłośni poznańskiej Polskiego Radia.  W 1937 został docentem Uniwersytetu Poznańskiego, w 1939 otrzymał habilitację na podstawie Rozprawy o krytyce literackiej (1931) oraz książki Artysta i dzieło. Studium o „Próchnie” Wacława Berenta (1938). 
Troczyński był aktywnym uczestnikiem poznańskiego życia kulturalnego. Współpracował z czasopismami: „Literatura i Sztuka” (1928), „Życie Literackie” (1928, 1934–1935), „Dziennik Poznański” (1929, 1930, 1932–1939), „Prom” (1932–1933), „Pion” (1933–1934), „Tęcza” (1933, 1937–1938), „Antena” (1935), „Bunt Młodych” (1936), „Kultura” (1936), „Teatr” (1937). W latach 1935–1939 systematycznie publikował recenzje teatralne „Nowym Kurierze”. 
Po agresji Niemiec na Polskę został w grudniu 1939 wysiedlony z Poznania. Po krótkim pobycie w Sandomierskiem zamieszkał w Krakowie. Pracował w sklepie rybnym, po nawiązaniu kontaktów z ruchem oporu wykładał w tajnej podchorążówce. Został aresztowany 16 kwietnia 1942 roku w Kawiarni Plastyków przy ul. Łobzowskiej 3. Osadzony najpierw w więzieniu Montelupich, trafił 25 kwietnia 1942 do KL Auschwitz (numer więźniarski: 33185), gdzie 27 maja 1942 poniósł śmierć przez rozstrzelanie w masowej egzekucji pod Ścianą Straceń. 